# Пітер Віттінгем
Пітер Віттінгем (англ. Peter Whittingham, 8 вересня 1984, Нанітон — 19 березня 2020, Кардіфф) — англійський футболіст, що грав на позиції флангового півзахисника насамперед за «Кардіфф Сіті». Був гравцем молодіжної збірної Англії.

## Клубна кар'єра
Народився 8 вересня 1984 року в місті Нанітон. Вихованець футбольної школи клубу «Астон Вілла». Дорослу футбольну кар'єру розпочав 2003 року в основній команді того ж клубу. Згодом також захищав на умовах оренди кольори «Бернлі» і «Дербі Каунті».
Повернувшись до «Астон Вілли» з другої оренди влітку 2006 року, протягом першої половини сезону 2006/07 провів у Прем'єр-лізі лише три гри, після чого клуб вирішив за краще продати гравця, до завершення контракту якого лишалося півроку до друголігового  «Кардіфф Сіті» за орієнтовні 350 тисяч фунтів. У складі валійської команди швидко став стабільним гравцем основного складу, вигравши конкуренцію за місце основного лівого півзахисника в Джо Ледлі. Загалом відіграв за «Кардіфф» десять з половиною сезонів, усі, за виключенням проведеного в еліті сезону 2013/14, — у Чемпіоншипі. До літа 2017 року, коли залишив команду, провів у її складі 457 матчів (сьомий результат в історії клубу) в усіх турнірах, забивши 96 голів (дев'яте місце у рейтнгу найкращих бомбардирів в історії «Кардіфф Сіті»).
Завершив ігрову кар'єру у команді третього англійського дивізіону «Блекберн Роверз», за яку виступав протягом 2017—2018 років.

## Виступи за збірну
Протягом 2004–2007 років залучався до складу молодіжної збірної Англії. На молодіжному рівні зіграв у 17 офіційних матчах, забив 3 голи.

## Смерть
18 березня 2020 року було офіційно оголошено, що Віттінгем перебуває у лікарні з важкою травмою голови, отриманою внаслідок випадкового падіння у пабі ще 7 березня у Баррі. Помер у кардіффській лікарні 19 березня на 36-му році життя.

## Статистика виступів

### Статистика клубних виступів
| Сезон                    | Команда                  | Чемпіонат                | Чемпіонат | Чемпіонат | Національний кубок | Національний кубок | Національний кубок | Континентальні кубки | Континентальні кубки | Континентальні кубки | Інші змагання | Інші змагання | Інші змагання | Усього | Усього |
| Сезон                    | Команда                  | Ліга                     | Ігор      | Голів     | Ліга               | Ігор               | Голів              | Ліга                 | Ігор                 | Голів                | Ліга          | Ігор          | Голів         | Ігор   | Голів  |
| ------------------------ | ------------------------ | ------------------------ | --------- | --------- | ------------------ | ------------------ | ------------------ | -------------------- | -------------------- | -------------------- | ------------- | ------------- | ------------- | ------ | ------ |
| 2005-січ. 2006           | «Астон Вілла»            | ПЛ                       | 4         | 0         | КА+КЛ              | 0+0                | -                  | -                    | -                    | -                    | -             | -             | -             | 4      | 0      |
| січ.-черв. 2006          | «Дербі Каунті»           | ЧФЛ                      | 11        | 0         | КА+КЛ              | -                  | -                  | -                    | -                    | -                    | -             | -             | -             | 11     | 0      |
| 2006-січ. 2007           | «Астон Вілла»            | ПЛ                       | 3         | 0         | КА+КЛ              | 0+1                | 0                  | -                    | -                    | -                    | -             | -             | -             | 4      | 0      |
| Усього за «Астон Віллу»  | Усього за «Астон Віллу»  | Усього за «Астон Віллу»  | 7         | 0         |                    | 1                  | 0                  |                      | -                    | -                    |               | -             | -             | 8      | 0      |
| січ.-черв. 2007          | «Кардіфф Сіті»           | ЧФЛ                      | 19        | 4         | КА+КЛ              | 0                  | 0                  | -                    | -                    | -                    | -             | -             | -             | 19     | 4      |
| 2007–08                  | «Кардіфф Сіті»           | ЧФЛ                      | 41        | 5         | КА+КЛ              | 6+4                | 3+1                | -                    | -                    | -                    | -             | -             | -             | 51     | 9      |
| 2008–09                  | «Кардіфф Сіті»           | ЧФЛ                      | 33        | 3         | КА+КЛ              | 2+3                | 0+1                | -                    | -                    | -                    | -             | -             | -             | 38     | 4      |
| 2009–10                  | «Кардіфф Сіті»           | ЧФЛ                      | 41+3      | 20+2      | КА+КЛ              | 4+3                | 1+2                | -                    | -                    | -                    | -             | -             | -             | 51     | 25     |
| 2010–11                  | «Кардіфф Сіті»           | ЧФЛ                      | 45+2      | 11        | КА+КЛ              | 1+2                | 0                  | -                    | -                    | -                    | -             | -             | -             | 50     | 11     |
| 2011–12                  | «Кардіфф Сіті»           | ЧФЛ                      | 46+2      | 12        | КА+КЛ              | 0+7                | 1                  | -                    | -                    | -                    | -             | -             | -             | 55     | 13     |
| 2012–13                  | «Кардіфф Сіті»           | ЧФЛ                      | 40        | 8         | КА+КЛ              | 0                  | 0                  | -                    | -                    | -                    | -             | -             | -             | 40     | 8      |
| 2013–14                  | «Кардіфф Сіті»           | ПЛ                       | 32        | 3         | КА+КЛ              | 2+0                | 0                  | -                    | -                    | -                    | -             | -             | -             | 34     | 3      |
| 2014–15                  | «Кардіфф Сіті»           | ЧФЛ                      | 43        | 6         | КА+КЛ              | 2+0                | 0                  | -                    | -                    | -                    | -             | -             | -             | 45     | 6      |
| 2015–16                  | «Кардіфф Сіті»           | ЧФЛ                      | 36        | 6         | КА+КЛ              | 1+0                | 0                  | -                    | -                    | -                    | -             | -             | -             | 37     | 6      |
| 2016–17                  | «Кардіфф Сіті»           | ЧФЛ                      | 23        | 5         | КА+КЛ              | 0                  | 0                  | -                    | -                    | -                    | -             | -             | -             | 23     | 5      |
| Усього за «Кардіфф Сіті» | Усього за «Кардіфф Сіті» | Усього за «Кардіфф Сіті» | 399+7     | 83+2      |                    | 37                 | 9                  |                      | -                    | -                    |               | -             | -             | 443    | 94     |
| Усього за кар'єру        | Усього за кар'єру        | Усього за кар'єру        | 417+7     | 83+2      |                    | 37                 | 9                  |                      | -                    | -                    |               | -             | -             | 462    | 94     |